# Geyershof
Ne doit pas être confondu avec Geierhaff.
Geyershof (en luxembourgeois : Geieschhaff ) est une localité de la commune luxembourgeoise de Bech.